# Cómo es posible que a mi lado
Cómo Es Posible Que a Mi Lado (français : Comment est-ce possible qu'à mes côtés) est une chanson du chanteur mexicain Luis Miguel. Elle est sortie en tant que deuxième single de l'album Nada es igual en 1996. Elle a été reconnue lors des BMI Latin Awards de 1998 comme l'une des meilleures chansons de l'année. Une version live de la chanson a été incluse dans l'album Vivo (2000). Le clip vidéo de la chanson a été réalisé par Pedro Torres.

## Contexte
En 1994, Miguel a sorti son dixième album studio, Segundo romance. Il fait suite à son album Romance de 1991 qui contient une collection de boléros classiques et de standards latino-américains. Romance et Segundo Romance ont tous deux reçu une certification platine de la Recording Industry Association of America (RIAA) aux États-Unis. Ils ont également connu le succès dans des pays en dehors de l'Amérique latine et des États-Unis, comme la Finlande et l'Arabie Saoudite, avec plus de douze millions d'exemplaires vendus ensemble,,. Un an après la sortie de Segundo Romance, Warner Music a publié l'album et la vidéo live El concierto, une compilation des performances de Miguel à l'Auditorium national de Mexico et de son concert au stade José Amalfitani de Buenos Aires pendant sa tournée Segundo Romance.
Nada es igual est un album qui se démarque des autres à thème romantique. Il s'agit de son premier album pop enregistré depuis Aries en 1993, qu'Achy Obejas du Chicago Tribune a décrit comme « un mélange pop éclectique qui s'est trop efforcé d'être nerveux, tout en poursuivant le remodelage de l'image de Luis Miguel ». L'album a été annoncé par la maison de disques de Miguel, Warner Music Mexico, le jour même où son premier single Dame a été révélé, le 12 juillet 1996. L'album a été produit par Miguel et son associée de longue date Kiko Cibrian (qui a également coproduit ses trois précédents albums) et enregistré à la Record Plant de Los Angeles, en Californie,. Warner Music a également confirmé que Cibrian, Alejandro Lerner, Manuel Alejandro et Rudy Pérez participeraient aux compositions du disque. Miguel et Cibrian ont passé au total plus de 100 heures en février 1996 à enregistrer en studio.

## Accueil
Cómo Es Posible Que a Mi Lado est sorti en 1996 en tant que deuxième single de l'album avec un vidéoclip d'accompagnement. Il a atteint la dixième et la sixième place des hit-paradesBillboard Hot Latin Songset Billboard Latin Pop Songs, respectivement. C'est l'un des morceaux rythmés de l'album et intègre de la musique house.